# Április bolondja (film)
Az Április bolondja (eredeti címe: The April Fools) egy 1969-ben bemutatott amerikai filmvígjáték Stuart Rosenberg rendezésében.

## Történet
„Howard egy hideg és érzéketlen nő, Phyllis férje. Catherine pedig egy nemtörődöm férj, Ted házastársa, aki történetesen éppen Howard főnöke. Amikor Ted házibulit rendez, arra ösztönzi Howard-ot – persze kizárólag csak azért, hogy szekálja, majd kinevesse őt –, hogy csípjen fel egy nőt, és mutassa meg neki, hogy hogyan is kell ezt csinálni. Howard vonakodva ugyan, de udvarolni kezd Catherine-nek, Ted feleségének, aki persze azonnal fogadja a közeledését. Majd rövidesen úgy döntenek, hogy hátrahagyva eddigi közel sem boldog életüket, kéz a kézben megszöknek...”

## Szereplők
| Szerep            | Színész           | Magyar hangja       |
| ----------------- | ----------------- | ------------------- |
| Howard Brubaker   | Jack Lemmon       | N/A                 |
| Catherine Gunther | Catherine Deneuve | Gubás Gabi[forrás?] |
| Ted Gunther       | Peter Lawford     | N/A                 |
| Grace Greenlaw    | Myrna Loy         | N/A                 |
| Andre Greenlaw    | Charles Boyer     | N/A                 |
| Phyllis Brubaker  | Sally Kellerman   | N/A                 |
| Stanley Brubaker  | Gary Dubin        | N/A                 |
| Potter Shrader    | Jack Weston       | N/A                 |
| Leslie Hopkins    | Melinda Dillon    | N/A                 |
| Les Hopkins       | Kenneth Mars      | N/A                 |